# 母さんがどんなに僕を嫌いでも
『母さんがどんなに僕を嫌いでも』（かあさんがどんなにぼくをきらいでも）は、歌川たいじによるコミックエッセイ（テキストエッセイ版も刊行）。2013年に初版。2018年に絵を一新した新版を刊行した。

## 概要
著者自身の児童虐待やいじめからのトラウマを、身内ではないながら可愛がってくれた「ばあちゃん」をはじめとする周囲の大人や友人たちの助けを得て乗り越えた経験が描かれている。糸井重里が「心臓がなんどもギュッとなった」と帯に絶賛コメントを寄せて話題となり、ヒット作となった。NHKでは、同作を2回ドキュメンタリーとして採り上げ、著者自らも出演している。

## あらすじ
東京の下町・業平橋近くで生まれ育った「僕」は、5歳の頃から母親からの暴力を受け、9歳で施設に入所させられる。心の支えだったばあちゃんとは、施設から帰ってきてすぐ両親の離婚により離ればなれに。母親は生活が次第に荒れていき、「僕」は苛烈な児童虐待に晒されることとなる。学校でもいじめを受け、「僕」は「自分はブタだ」という自虐イメージに取り憑かれはじめる。母からの肉体的・精神的虐待に耐えかねた僕は、17歳で家出するが、職を得てからもPTSD（心的外傷後ストレス障害）に悩まされ続ける。そんな「僕」に、ばあちゃんの余命が残り少ないとの知らせが。見舞いに駆けつけた「僕」は、ばあちゃんから奇跡のような言葉をかけられ、自分の運命に立ち向かう決意をする。

## 登場人物
- 歌川たいじ

本作の主人公であり、作者本人。虐待といじめのトラウマを背負うが、友人たちに助けられ、母と向き合う決心をする。
- 母

息子であるたいじの心と体に消えない傷を残すが、自身もまた傷を背負っていた。
- 父

工場を経営している。家庭を顧みない夫で、たいじの母の浮気の証拠を掴むため、たいじに暴力をふるう。
- 姉

荒れていく母に心を閉ざし、「私は無関係」シールドを張り巡らす。
- ばあちゃん

たいじの父が経営する工場の従業員で、血の繋がりのないたいじを孫のように慈しむ。
- キミツ

たいじが18歳で知り合う、毒舌家の親友。
- かなちゃん

たいじが入社した会社の同僚で、のちに親友となる。
- 大将

かなちゃんの恋人。たいじとも親しくなり、支え続ける。　

## 書誌情報
- 単行本 - 2013年2月28日発売、KADOKAWA、ISBN 9784047285286
- 単行本（新版） - 2018年6月30日発売、KADOKAWA、ISBN 9784041062531
- 手記 - 2015年10月15日発売、PHP研究所、ISBN 9784569785004

## 小説
2018年10月15日に角川つばさ文庫より発売された。著者は歌川たいじ。イラストはののはらけいが担当した。
- 2018年10月15日発売、KADOKAWA、ISBN 9784046318275

## 映画
2018年、同作を原作として実写映画化がされキャストが発表された。監督は『すーちゃん まいちゃん さわ子さん』の御法川修。脚本は大谷洋介が手がける。NHK Eテレで原作の歌川たいじと西原さつきの対談が行われ映像が放映された。

### キャスト
- 歌川タイジ：太賀
- 歌川光子（タイジの母）：吉田羊
- キミツ：森崎ウィン
- 大将：白石隼也
- カナ：秋月三佳
- 歌川タイジ（少年時代）：小山春朋（子役）
- 歌川貴子（タイジの姉）：山下穂乃香(子役）
- 真由（タイジの叔母）：宮田早苗
- 天野（タイジの同僚）：前原滉
- 課長：本間剛
- 養護施設の係員：植木祥平
- タイジの父親：斉藤陽一郎
- ばあちゃんの弟：おかやまはじめ
- ばあちゃん：木野花

### スタッフ
- 原作：歌川たいじ「母さんがどんなに僕を嫌いでも」（KADOKAWA刊）
- 監督：御法川修
- 脚本：大谷洋介
- 音楽：YOSHIZUMI
- 主題歌：ゴスペラーズ「Seven Seas Journey」（キューンミュージック）[4]
- 製作：古迫智典、堀内大示、福嶋更一郎、飯田雅裕、久保田光治、片岡尚、本間欧彦、樋口恵一、渡邉直子
- プロデューサー：植村真紀、渡邉直子
- ラインプロデューサー：鈴木嘉弘
- 撮影：板倉陽子
- 照明：緑川雅範
- 録音：越川浩道
- 整音・音響効果：高木創
- 美術：花谷秀文
- 編集：山本彩加
- 制作担当：保中良介
- 助監督：藤江儀全
- 協賛：IMSグループ
- 特別協力：ホテル三日月
- 配給・宣伝：REGENTS
- 制作プロダクション：キュー・テック
- 制作協力：ドラゴンフライエンタテインメント
- 企画：雪間
- 製作：「母さんがどんなに僕を嫌いでも」製作委員会（キュー・テック、KADOKAWA、メ〜テレ、朝日新聞社、ムサシノ広告社、イオンエンターテイメント、北海道文化放送、ケイズクリエイト、雪間）

### 封切り
2018年11月16日より新宿ピカデリー、シネスイッチ銀座、イオンシネマほか全国公開。